# František Vokáč
František Vokáč byl český a československý politik KSČ, v 60. letech 20. století krátce československý ministr dopravy.

## Biografie
Před nástupem do ministerské pozice působil jako ředitel železniční dopravy v regionu Prahy. V lednu 1963 se Vokáč stal ministrem dopravy v československé třetí vládě Viliama Širokého. Na postu setrval do září 1963.